# Karl Friedrich Ludwig Goedeke
Karl Friedrich Ludwig Goedeke (15. dubna 1814, Celle – 27. října 1887, Göttingen) byl německý spisovatel, bibliograf a literární historik.

## Životopis
Goedeke studoval v Göttingenu filologii a dějiny literatury. Později pracoval jako korespondent v jednom hannoverském knihkupectví. V roce 1873 byl jmenován minořádným profesorem na univerzitě v Göttingenu. Svou tvorbu vydával pod pseudonymem Karl Stahl. Napsal několik biografií (Goethe, Schiller a Lessing). Goedeke je znám hlavně svou tvorbou na téma dějin literatury (Grundrisz zur Geschichte der deutschen Dichtung (1857-1881)) a její hodnota je dodnes uznávaná.

## Dílo
- König Kodrus, eine Missgeburt der Zeit 1839
- Novellen 1840
- Novellenalmanach für 1842 1841
- Deutschlands Dichter von 1813 bis 1843 1844
- Knigges Leben und Schriften 1844
- Elf Bücher deutscher Dichtung, von Sebastian Brant bis auf die Gegenwart 1849
- Edelsteine aus den neuesten Dichtern 1851
- Deutsche Dichtung im Mittelalter 1854
- Pamphilus Gengenbach 1856
- Grundrisz zur Geschichte der deutschen Dichtung, Lipsko: Ehlermann, 1857-1881
- Goethe und Schiller 1859
- Emanuel Geibel 1869
- G.A. Bürger in Göttingen und Gellinghausen 1873
- Deutsche Dichter des 17. Jahrhunderts (15 svazků) 1867-1876
- Deutsche Dichter des 16. Jahrhunderts (18 svazků) 1867-1883